# Nunatak Vzgorok
Nunatak Vzgorok är en nunatak i Antarktis. Den ligger i Östantarktis. Australien gör anspråk på området. Toppen på Nunatak Vzgorok är 1 123 meter över havet.
Terrängen runt Nunatak Vzgorok är platt åt sydväst, men åt nordost är den kuperad. Trakten är obefolkad. Det finns inga samhällen i närheten.